# 펙토카리스
펙토카리스(학명: Pectocaris)는 캄브리아기에 출현했던 멸종한 이매갑각 절지동물 중 하나로 중국 윈난성에 있는 마오텐산 혈암(帽天山页岩)에서 발굴되었다. 현재 네 종이 알려져 있다.

## 발견
펙토카리스속의 동물 중 처음으로 발견된 종은 펙토카리스 스파티오사(학명: Pectocaris spatiosa)로, 1999년 마오텐산 혈암에서 발견한 화석으로 논문이 발표되었다. 그러나 오다라이아속(Odaraia? eurypetala)에 속하는 것으로 기재된 일부 히메노카린 화석들이 1987년에 논문으로 발표되었기 때문에, 펙토카리스속의 화석들은 해당 지층에서 최초로 추출된 것은 아니다. 이 화석들은 부분 보존되어 있었기 때문에 2004년까지 다른 속의 일부로 인정받지 못했고, 이들 종명을 유지시킨 채 새로 Pectocaris euryptela를 세웠다. 발견된 마지막 종인 Pectocaris inopinata는 2021년까지 논문으로 발표되지 않았다. 모든 종이 치엉추수 지층(Chiungchussu Formation)의 위안산 구성층(Yu'anshan Member)에서 나왔다.
속명 펙토카리스는 라틴어로 '빗'을 뜻하는 '펙토'(pecto)와 '새우', '게'를 뜻하는 '카리스'(caris)를 합친 명칭이다.

## 특징
펙토카리스는 유합된 이매등갑이 있으며, 몸 전체 길이의 약 절반을 덮고 있고, 이 중 머리 일부와 더듬이 한 쌍, 눈자루(肉莖) 한 쌍이 밖으로 드러나 있다. 큰턱은 삼각형이다. 몸통은 다체절화되어 있으며, 마디마다 다리가 한 쌍 씩 있다. 머리가슴을 제외한 나머지 부위에는 다체절화된 속다리와 더듬이처럼 테두리에 센털이 자란 지느러미 모양의 겉다리가 달린다. 몸통은 길다란 꼬리마디로 끝나며, 이 마디에는 초승달 모양의 지느러미가 달린다.

### P. 스파티오사

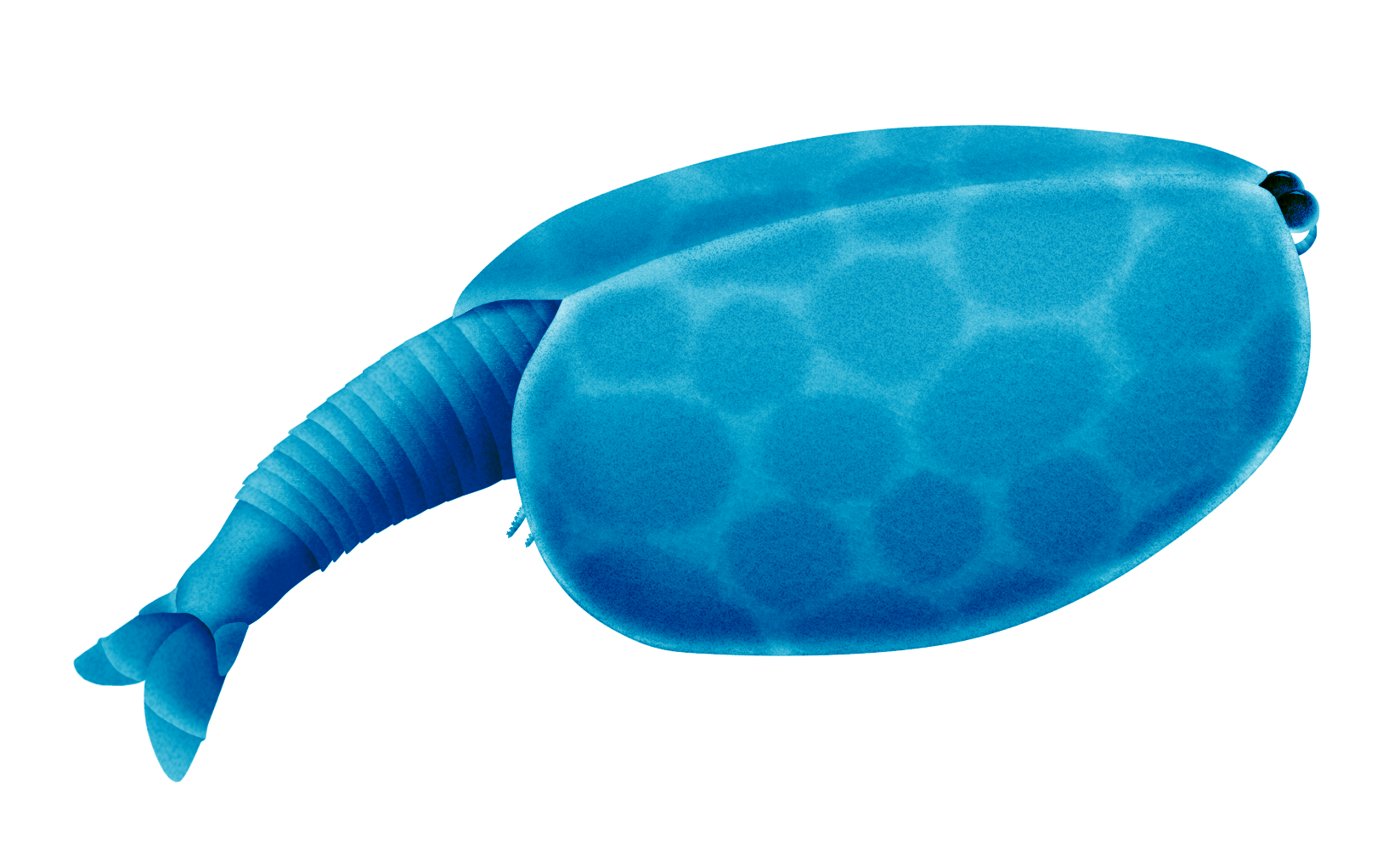
스파티오사 종의 복원도

모식종이자 가장 큰 종으로, 몸길이는 10cm를 넘어간다. 체절은 50마디이며 마디마다 다리가 한 쌍 씩 달린다. 머리가슴다리는 비교적 가늘며, 더듬이는 몸에 비교적으로 가장 짧다.
종소명 'spatiosa'는 라틴어로 '넓찍하다'는 뜻이다.

### P. 에우리페탈라

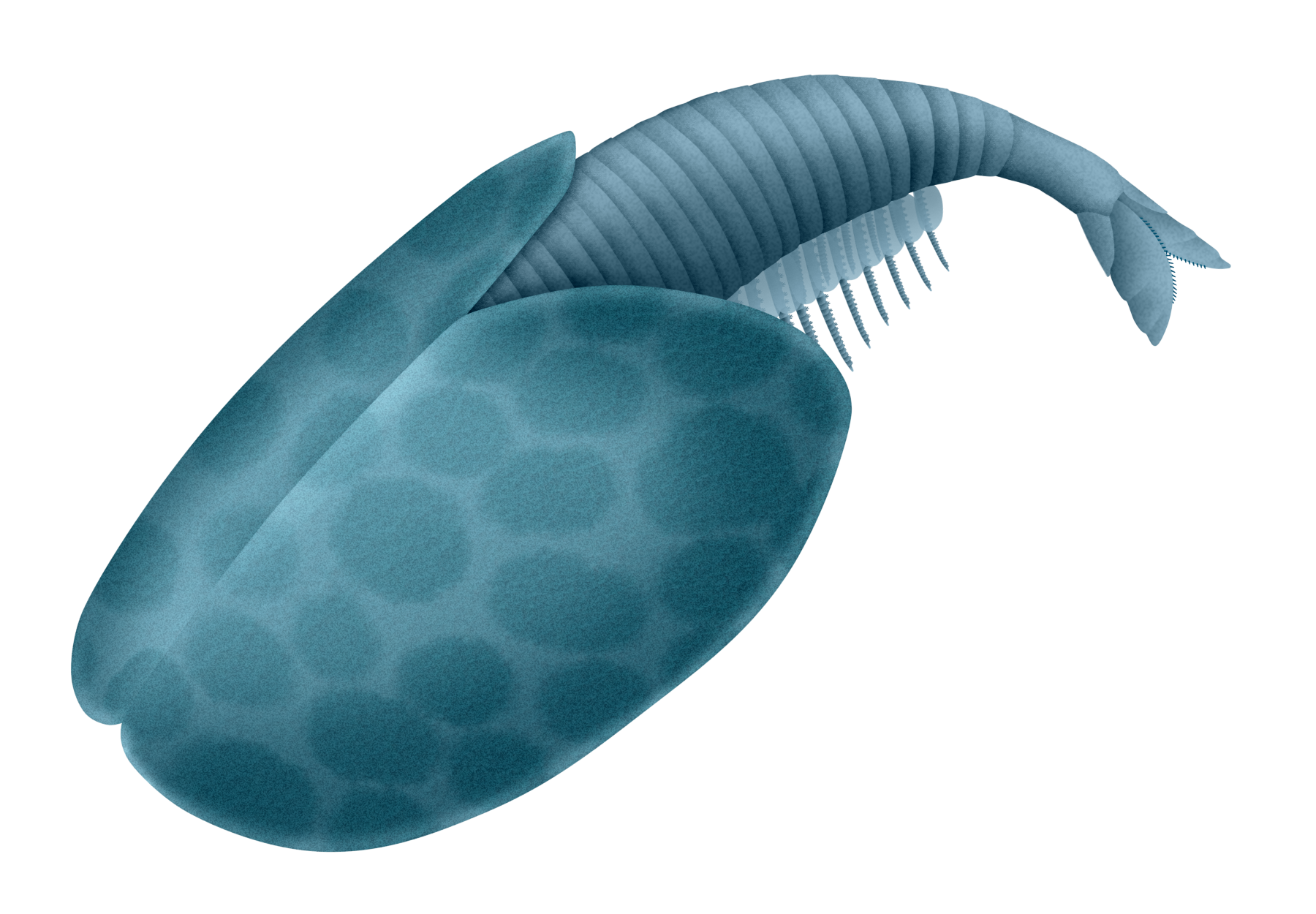
에우리페탈라 종의 복원도

중간 크기의 종으로 몸길이는 약 4.5cm에 달한다. 체절은 약 53마디이며 마디마다 다리가 한 쌍 씩 달린다. 머리가슴다리는 비교적 얇고 내돌기가 달리며, 더듬이는 비교적으로 매우 가늘다.
종소명 'eurypetala'는 라틴어로 '넓다'는 뜻인 'eury'와 그리스어로 '꽃잎'을 뜻하는 'petala'의 합성어로, 등갑이 마치 '넓은 꽃잎'처럼 보이는 것에서 왔다.

### P. 이노피나타

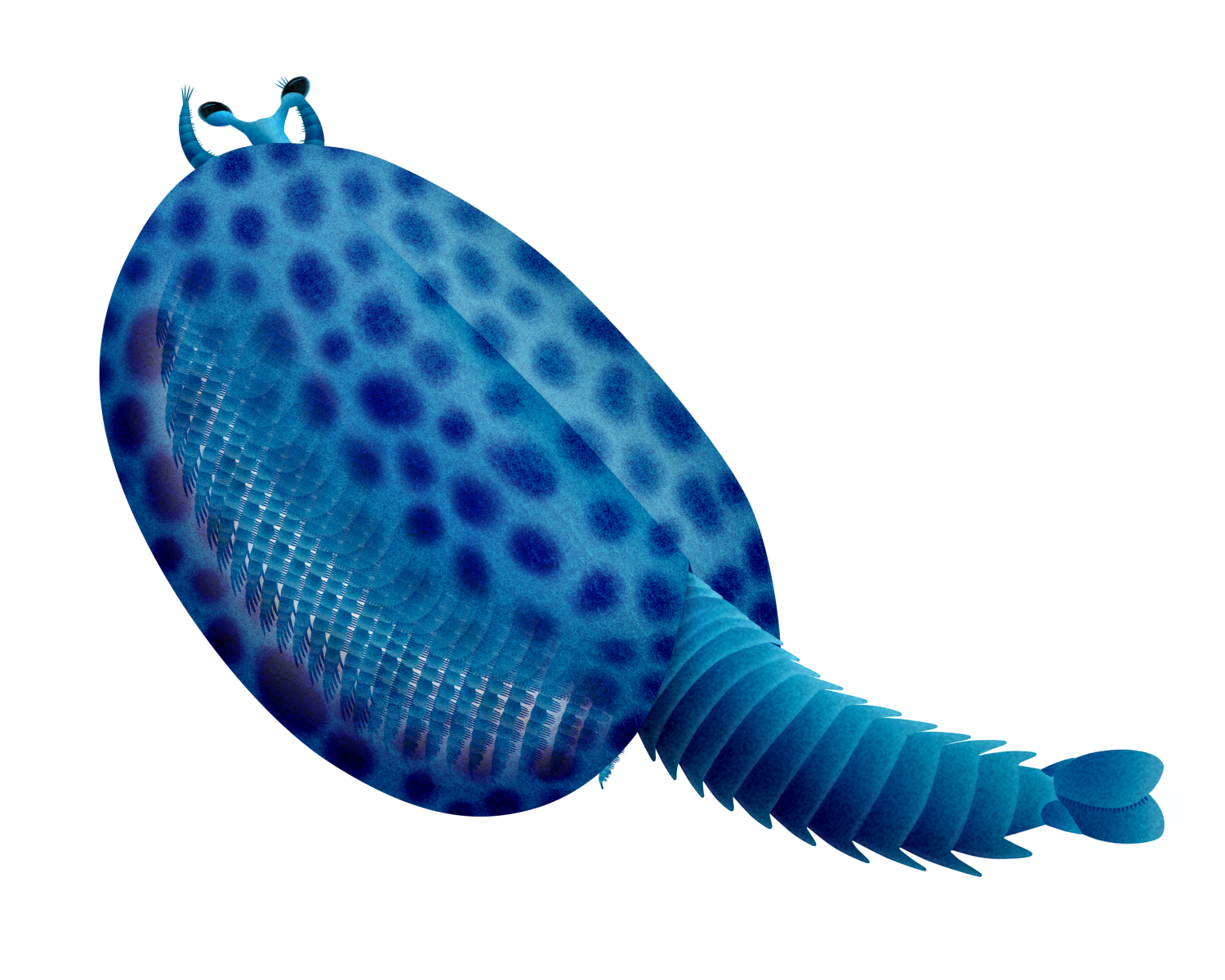
이노피나타 종의 복원도

펙토카리스속의 동물 중 가장 작은 종으로, 몸길이는 3.7cm에 거의 미치지 않는다. 몸의 마디는 41~46마디이며, 그 중 몸마디 29개에만 다리가 달린다. 머리가슴다리는 비교적 강하며, 발톰과 내돌기가 달린다. 더듬이는 그에 비례해 매우 강건하다.
종소명 'inopinata'는 라틴어(inopinans 이노피난스[*])로 예상치 못하다는 뜻을 가지고 있는데, 화석 연구자들이 이 종을 동정하기가 어려운 화석 발굴현장에서 현미경도 부족한 상태로 화석을 발견해내는 것을 기대하지 않았던 것에서 왔다.

### P. 파라스파티오사
P. 파라스파티오사(학명: Pectocaris paraspatiosa)의 경우, 여타 종들과는 달리 점점 가늘어지는 복부를 가지고 있지 않으며, 몸 전체 길이를 통틀어 거의 똑같이 넓다. 이분지를 구성하는 속다리(外肢)는 최소 24개의 지절로 이루어져 있다.

## 생태
펙토카리스속에 속하는 종들은 활발한 유영성 동물이었을 것으로 여겨진다. 학자들은 파라스파티오사 종, 스파티오사 종, 그리고 에우리페탈라 종이 해류 내에서 물질을 걸러내는 데 다리의 내돌기에 붙은 센털을 사용하는 여과섭식자인 반면, 이노피나타 종의 경우 먹잇감을 옭아매는 데에 가시투성이의 더듬이를 이용하는 포식자였을 것으로 추정한다.

## 분류
펙토카리스에서 오다라이아와 유가타카리스 등의 다른 이매등갑 절지류와 긴밀한 연관이 전반 하에 있다는 것이 발견되었는데, 몇몇 연구에서도 히메노카리나목에 이 동물을 분류시킨다.

## 같이 보기
- 절지동물
- 캄브리아기 대폭발